# Шипастый шримс-медвежонок
Шипастый шримс-медвежонок, шримс-медвежонок (лат. Sclerocrangon salebrosa) — вид настоящих креветок из семейства шримсов (Crangonidae).

## Ареал
Холодолюбивый вид. Распространён в северо-западной части Тихого океана: в Беринговом и Охотском морях, а также в Японском море до залива Петра Великого. Глубина обитания 50—75 метров, глубже 150—200 метров не встречается. В местах с низкой температурой воды образует скопления. Является придонным, ползающим животным.

## Биология
Раздельнополый вид. Анатомически близок к травяному шримсу (лат. Pandalus latirostris). Для вида характерен половой диморфизм: длина тела самцов достигает 135 мм, самок — 180 мм, отдельные особи имеют размер до 220 мм. Половозрелыми шримсы становятся при достижении длины 90 мм у самцов и 120 мм — у самок. Внешние отличия самцов от самок проявляются в различном строении первых двух пар плеопод. Первые морфологические признаки разделения пола появляются начиная с длины 34—35 мм, развитие признаков у самок и самцов происходит одновременно.

## Расселение
В 60-е годы XX века рассматривалось предложение о преднамеренной интродукции этого вида в Северную Атлантику, в частности — в Баренцево море.

## Название
В английской литературе Sclerocrangon salebrosa принято называть креветкой Беринга, во Владивостоке в обиходе традиционное название «медведка».